# ГЕС Алта
ГЕС Алта (норв. Kraftverk Alta) — гідроелектростанція на півночі Норвегії, споруджена на річці Алтаельва (Altaelva), яка за 170 км на схід від Тромсе впадає в належний до акваторії Норвезького моря Алта-фіорд (в його боковому відгалуженні під час Другої світової війни кілька років базувався лінкор Тірпіц).
У межах проєкту річку за 40 км від устя в каньйоні Саусто (Sautso) перекрили бетонною арковою греблею висотою 145 м, довжиною 150 м та товщиною від 5 до 15 м. Ця найвища в Норвегії споруда, яка потребувала 130 тис. м³ бетону, утримує витягнуте по каньйону на 18 км водосховище Virdnejavri з площею поверхні 2,9 км2, об'ємом 132,5 млн м³ та припустимим коливанням рівня між позначками 200 та 265 метрів НРМ.
Зі сховища ресурс подається до розташованого у правобережному гірському масиві машинного залу, доступ персоналу до якого відбувається через тунель довжиною 0,9 км. Основне обладнання станції складають дві турбіни типу Френсіс потужністю 100 та 50 МВт, які при напорі у 185 метрів забезпечують виробництво 655 млн кВт-год електроенергії на рік.
Відпрацьована вода повертається у річку по відвідному тунелю за 2 км нижче від греблі.